# Buprasio
Buprasio (en griego, Βουπράσιο) es el nombre de un lugar situado en la región griega de Élide, que fue mencionado por Homero en el catálogo de las naves de la Ilíada.
Homero cita Buprasio en otros pasajes de la Ilíada. En el relato en que Néstor narra un pasado enfrentamiento entre pilios y eleos, se la califica de rica en trigo. En otro relato, Néstor cuenta que participó en los juegos fúnebres después de que los epeos enterraron en Buprasio a su rey Amarinceo.
En la época de Estrabón no se conocía ningún asentamiento con ese nombre; el geógrafo menciona que el nombre designaba una región situada en el camino que iba desde la ciudad de Elis a Dime, sin embargo supone que antiguamente Buprasio era el nombre de una ciudad importante de Élide que ya no existía.
Según Apolodoro, Buprasio había sido la capital del territorio habitado por los epeos, a quienes Hecateo de Mileto consideraba un pueblo diferente de los eleos.